# American Petroleum Institute
L'American Petroleum Institute (Istituto Americano per il Petrolio, più noto come API) è la principale organizzazione professionale statunitense nel campo dell'ingegneria petrolchimica e chimica, e distribuisce annualmente oltre 200,000 pubblicazioni. 

## Descrizione
Le pubblicazioni, le norme tecniche e i prodotti elettronici ed online sono concepiti per migliorare l'efficienza e l'economia degli impianti, soddisfare le esigenze legali e normative, e proteggere la salute e l'ambiente. Le pubblicazioni sono gestite da comitati delle principali associazioni professionali. L'API è stimata e rispettata anche perché viene gestita da ingegneri membri della stessa, invece che da impiegati indipendenti.
Come esempio di pubblicazione, la norma API 610 determina le caratteristiche delle pompe centrifughe, la API 682 le tenute meccaniche, la API 677 della normalizzazione di riduttori di velocità e la API 5L le caratteristiche delle tubazioni in acciaio (con o senza saldatura) per il trasporto di acqua, gas e petrolio (tubo API).
L'API definisce anche gli standard industriali per la conservazione dell'energia degli oli per motori: SL è la specifica in vigore, che gli oli devono rispettare a partire dal 2001.
Compito di API è anche il lobbismo per conto delle industrie americane del petrolio, della chimica e del gas naturale. Sostiene le posizioni di queste in argomenti fiscali, commerciali, ambientali, e relativamente a sanzioni, sicurezza industriale e cambiamenti climatici.